# Vem e som oss
Vem e som oss är en låt skriven av Anderz Wrethov, Johanna Elkesdotter Wrethov, Anis Don Demina och Robin Svensk, framförd av Anis Don Demina.
Låten tävlade med startnummer fem i den tredje deltävlingen av Melodifestivalen 2020 i Luleå, från vilken den kvalificerade sig till andra chansen. I andra chansen tog den sig till finalen i Friends Arena där den slutade på femte plats.

## Listplaceringar
| Lista (2020)                | Topplacering |
| --------------------------- | ------------ |
| Sverige (Sverigetopplistan) | 5            |